# 篠山重威
篠山 重威（ささやま しげたけ、1937年 - ）は、日本の医学者。京都大学名誉教授、同志社大学生命医科学部チェアプロフェッサー教授。

## 経歴
- 1964年 - 京都大学医学部医学科卒業
- 1969年 - 京都大学医学研究科内科系専攻
- 1976年 - 日本心臓財団奨励賞
- 1978年 - 京都大学医学博士。論文の題は「肥大心筋の収縮機能」[1]。
- 1976年 - 京都大学内科学第3講座助手（1983年まで）
- 1983年
  - 京都大学内科学第3講座講師
  - 富山医科薬科大学第2内科教授（1991年まで）
- 1991年 - 京都大学内科学第3講座（循環病態学講座）教授（2001年まで）
- 1996年 - 日本心不全学会初代会長[2]
- 2000年
  - 日本内科学会会長[2]
  - 循環器学会第10代理事長（2001年まで）
- 同志社大学生命医科学部チェアプロフェッサー教授

## その他公職等
- 日本心不全学会初代会長
- 日本内科学会 会長
- 循環器学会 理事長（10代）[3]
- 日本禁煙科学会 顧問
- 公益財団法人体質研究会 評議員